# Automolis pallidicosta
Automolis pallidicosta là một loài bướm đêm thuộc phân họ Arctiinae, họ Erebidae.